# Großsteingräber bei Kläden
Die Großsteingräber bei Kläden waren ursprünglich sechs megalithische Grabanlagen der jungsteinzeitlichen Tiefstichkeramikkultur bei Kläden, einem Ortsteil der Stadt Bismark (Altmark) im Landkreis Stendal, Sachsen-Anhalt. Von diesen existiert heute nur noch eines. Die restlichen Anlagen wurden zwischen dem 18. und frühen 20. Jahrhundert zerstört. Die Steine eines der zerstörten Gräber wurden 1931 zum Bau eines Kriegerdenkmals verwendet.

## Lage
Die Gräber lagen an drei Stellen in der Umgebung von Kläden. Das erhaltene Grab (KS 15) befindet sich etwa 1,5 km nordöstlich des Ortes, westlich der Straße nach Grünenwulsch. Das Grab KS 10 lag südlich des Weges nach Beesewege nahe der Gemeindegrenze und KS 11 ihm gegenüber auf der anderen Seite des Weges. Die Gräber KS 12–14 lagen dicht beieinander nördlich der Landstraße nach Steinfeld auf einer sandigen Anhöhe.
In der näheren Umgebung gibt es mehrere weitere Großsteingräber. 2,2 km nordwestlich des erhaltenen Grabes befindet sich das Großsteingrab Bülitz, 3 km nördlich das Großsteingrab Hohenwulsch-Friedrichsfleiß und 3,2 km südöstlich das Großsteingrab Steinfeld. Unweit der Standorte der zerstörten Gräber KS 10 und KS 11 liegt das Großsteingrab Beesewege.

## Forschungsgeschichte

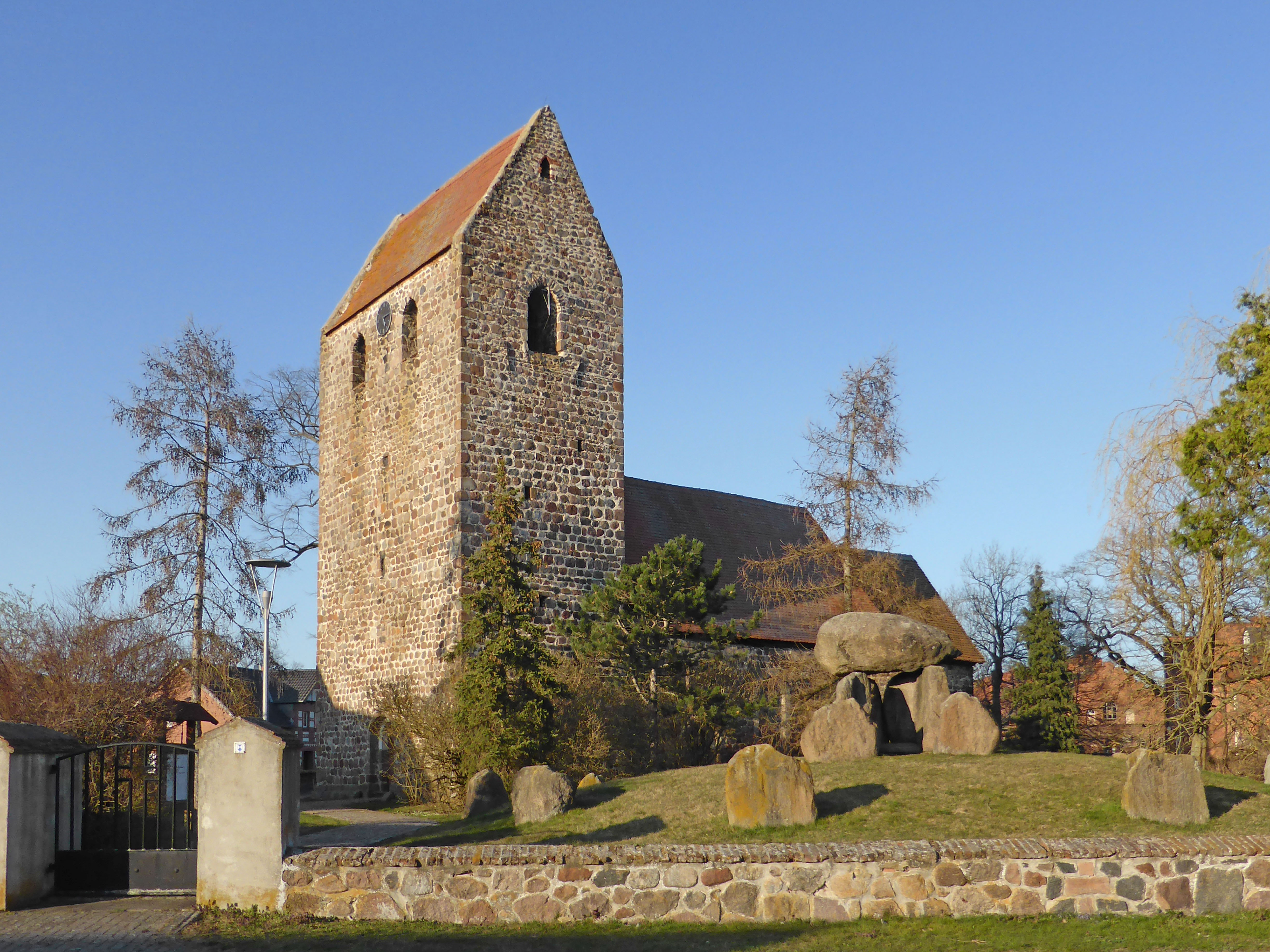
Das Kriegerdenkmal auf dem Kirchhof von Kläden wurde aus den Steinen von Grab KS 12 und/oder 13 errichtet

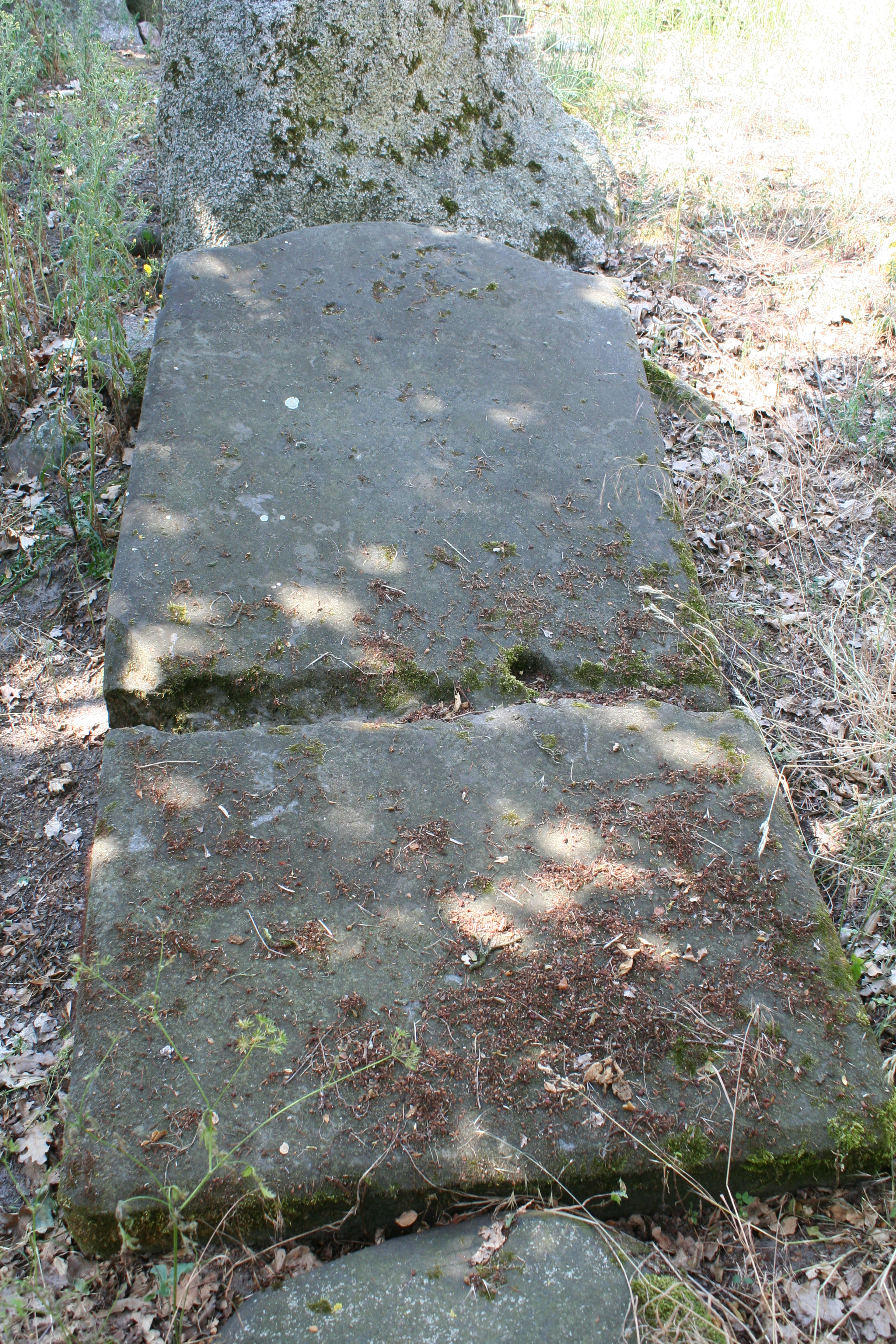
Gedenktafel für den Kauf des Grabes durch Alexander von Lewetzow

### 18. und 19. Jahrhundert
Die Gräber KS 12–14 wurden erstmals von Johann Christoph Bekmann in seiner 1751 publizierten Historischen Beschreibung der Chur und Mark Brandenburg erwähnt. Johann Friedrich Danneil konnte an dieser Stelle 1838 nur noch zwei Gräber ausmachen (KS 12 und 13). Das Grab KS 14 war zu dieser Zeit wahrscheinlich bereits zerstört. Danneil nahm zudem die beiden Gräber an der Grenze zu Beesewege auf, übersah aber das heute noch erhaltene Grab. Das Grab KS 13 wurde unter Danneils Leitung teilweise ausgegraben. Dabei förderte er eine größere Menge Scherben der Tiefstichkeramik (3500–3000 v. Chr.) zu Tage.
Das heute noch erhaltene Grab wurde, ebenso wie das Großsteingrab Bülitz, im 19. Jahrhundert vom Domherrn C. L. W. A. Theodosius von Levetzow gekauft, um es vor der Zerstörung zu bewahren. Hiervon zeugt eine zerbrochene Sandsteintafel an der Ostseite des Grabes. Diese Tafel sollte um 1950 für ein Ernst-Thälmann-Denkmal verwendet werden. Da sie aber beim Abtransport zerbrach, wurde sie vor Ort belassen.
Bei einer erneuten Aufnahme der altmärkischen Großsteingräber Anfang der 1890er Jahre stellten Eduard Krause und Otto Schoetensack fest, dass die beiden Gräber an der Grenze zu Beesewege mittlerweile zerstört worden waren. Die Gräber KS 12 und 13 waren noch erhalten, aber durch Kiesabbau in noch schlechterem Zustand als bei Danneils Untersuchung. Grab KS 13 wurde von den beiden Forschern nochmals genauer untersucht. Zudem beschrieben Krause und Schoetensack erstmals das Grab KS 15.

### 20. und 21. Jahrhundert
1931 wurden die noch vorhandenen Reste der Gräber KS 12 und/oder 13 für den Bau eines Kriegerdenkmals abtransportiert, das direkt im Ort auf dem Kirchhof errichtet wurde.
2003–04 erfolgte eine weitere Aufnahme und Vermessung aller noch existierenden Großsteingräber der Altmark als Gemeinschaftsprojekt des Landesamts für Denkmalpflege und Archäologie Sachsen-Anhalt, des Johann-Friedrich-Danneil-Museums Salzwedel und des Vereins „Junge Archäologen der Altmark“. Seit September 2020 ist das erhaltene Grab eine Station des archäologischen Wanderwegs „Hünengräber-Rundweg Bismark“.
Für die Gräber existieren unterschiedliche Nummerierungen. Für die zerstörten Gräber werden im Folgenden die Nummern verwendet, mit denen Krause und Schoetensack sie versahen.
| offizielle Nr. | Danneil (1843) | Krause/ Schoetensack (1893) | Beier (1991) | Anmerkungen |
| -------------- | -------------- | --------------------------- | ------------ | ----------- |
| –              | D 7            | KS 10                       | 1            | zerstört    |
| –              | D 8            | KS 11                       | 2            | zerstört    |
| –              | D 9            | KS 12                       | 3            | zerstört    |
| –              | D 10           | KS 13                       | 4            | zerstört    |
| –              | –              | KS 14                       | 5            | zerstört    |
| Fpl. 1         | –              | KS 15                       | 6            | erhalten    |

## Beschreibung

### Das erhaltene Grab

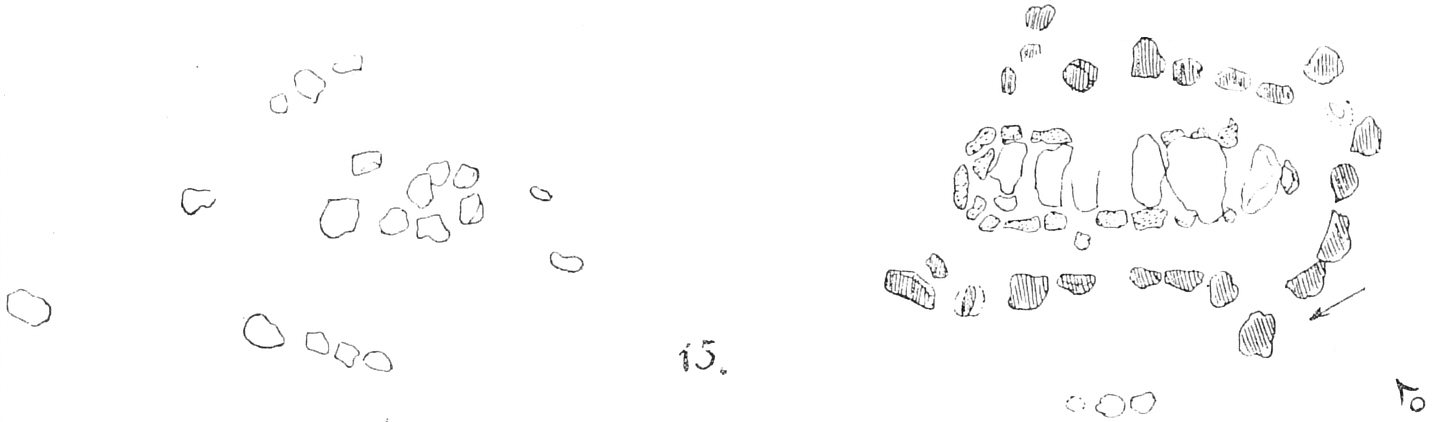
Grundriss des Grabes Kläden nach Krause/Schoetensack

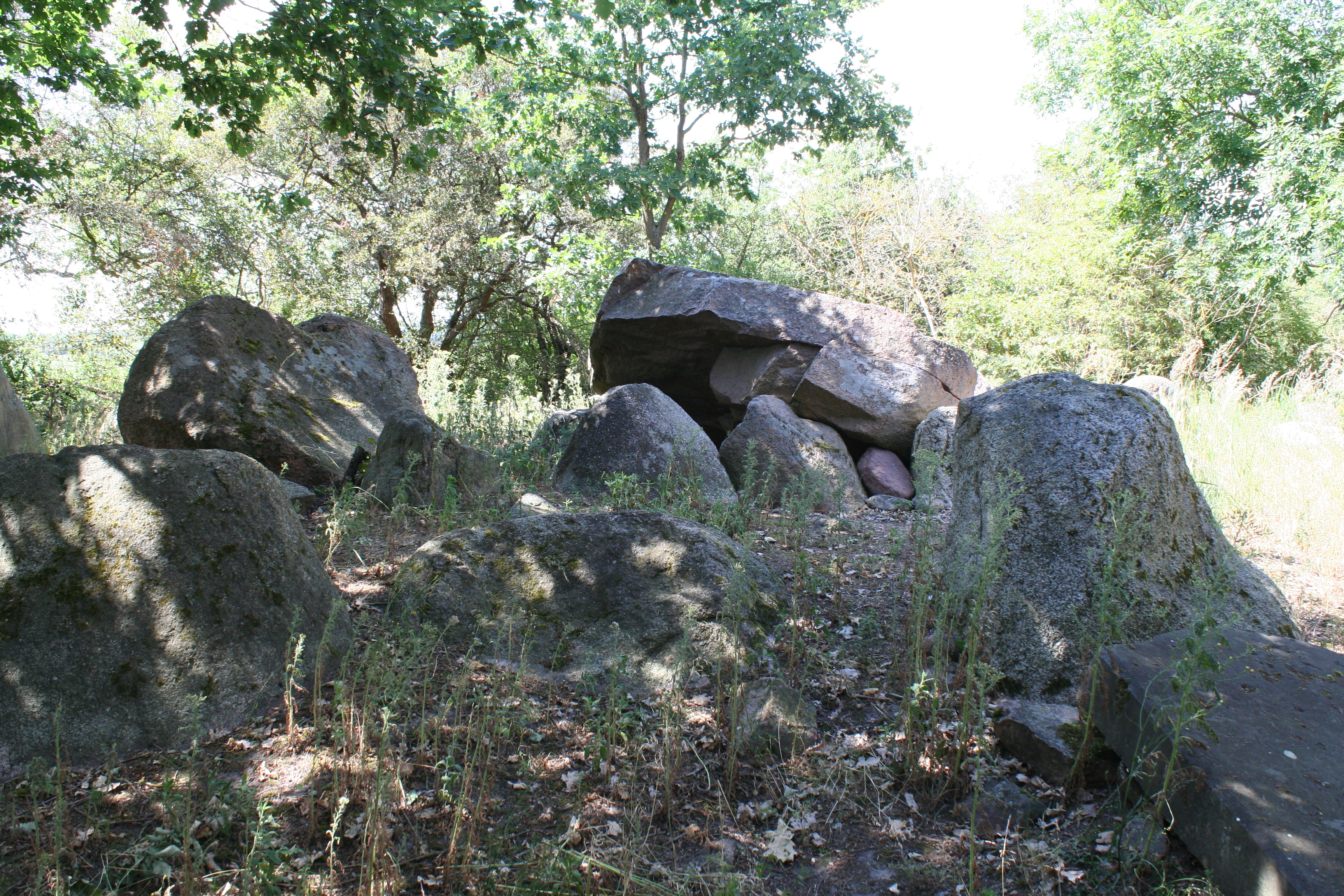
Die Grabkammer

Das noch existierende Grab gehört nach Hartmut Bock, Barbara Fritsch und Lothar Mittag zum Typ der Großdolmen, Hans-Jürgen Beier ordnet es hingegen als vermutliches Ganggrab ein. Die Hügelschüttung ist oval. Sie hat eine Länge von 29,0 m, eine Breite von 17,0 m und eine Höhe zwischen 0,8 m und 1,0 m. Sie ist im Norden stark abgeflossen, da dort etliche Steine der Umfassung (Hünenbett) fehlen. Die Umfassung ist süd-nördlich orientiert und vermutlich leicht trapezförmig. Sie ist 18,0 m lang und zwischen 7,5 m und 8,2 m breit. Von ursprünglich wohl 26 Umfassungssteinen sind 19 erhalten. In der unmittelbaren Umgebung liegen weitere Steine, die sich aber nicht eindeutig zuordnen lassen.
Die Grabkammer ist süd-nördlich orientiert und befindet sich in der Mitte der Einfassung. Sie besteht noch aus 20 vergleichsweise kleinen Wandsteinen und sechs erhaltenen (von ehemals sieben) Decksteinen. Weitere Wandsteine sind nicht erhalten, die vorhandenen Decksteine sind zu einem großen Teil zerbrochen und in die Kammer verstürzt. Der einzige noch aufliegende Deckstein misst 2,7 m × 1,6 m × 0,8 m. Einer der zerbrochenen Decksteine besitzt eine auffällige, hakenförmige Rinne mit einer maximalen Breite von 6 cm, einer Tiefe zwischen 7 und 20 cm und einer Länge von 45 cm. Eine Lücke zwischen den Wand- und Umfassungssteinen der Ostseite hängt wohl mit dem Abtransport des fehlenden Decksteins zusammen. Der Abtransport muss spätestens im 19. Jahrhundert erfolgt sein, wie eine Dokumentation durch Eduard Krause und Otto Schoetensack aus dem Jahr 1893 belegt. Die Grabkammer ist trapezförmig. Sie ist mit innen 11,0 m Länge die größte in Sachsen-Anhalt und zwischen 1,5 m und 2,6 m breit.

### Die zerstörten Gräber

#### Grab KS 10
Das Grab besaß bei Danneils Untersuchung eine Grabkammer mit einer Länge von 6,6 m und eine Breite von 1,2 m. Es waren noch alle Wandsteine vorhanden, allerdings wurde deren Zahl von Danneil nicht überliefert. Von den Decksteinen war nur noch einer vorhanden. Angaben zur Ausrichtung der Kammer fehlen. Ihr Typ ist nicht sicher zu bestimmen, aufgrund der Größe muss es sich aber um einen Großdolmen oder um ein Ganggrab gehandelt haben. Eine Hügelschüttung oder eine Umfassung wurden von Danneil nicht erwähnt.

#### Grab KS 11
Das Grab besaß eine Umfassung mit einer Länge von 13,2 m und einer Breite von 3,5 m. Die Grabkammer wurde von Danneil nicht näher beschrieben. Angaben zur Ausrichtung der Anlage fehlen. Das Grab befand sich bei Danneils Untersuchung bereits in schlechtem Zustand, da schon mehrere Steine der Kammer und der Umfassung entfernt worden waren.

#### Grab KS 12
Grab KS 12 besaß ein nord-südlich orientiertes Hünenbett mit einer Länge von 12 m und einer Breite von 6,6 m. Die im Südteil des Hünenbetts gelegene Kammer wies bei Danneils Aufnahme noch alle Wandsteine auf, die Decksteine fehlten allerdings. Die Maße der Kammer wurden von Danneil nicht angegeben. Krause und Schoetensack führten das Grab noch als erhalten, machten aber keine zusätzlichen Angaben. Der genaue Grabtyp ist daher nicht mehr bestimmbar.

#### Grab KS 13

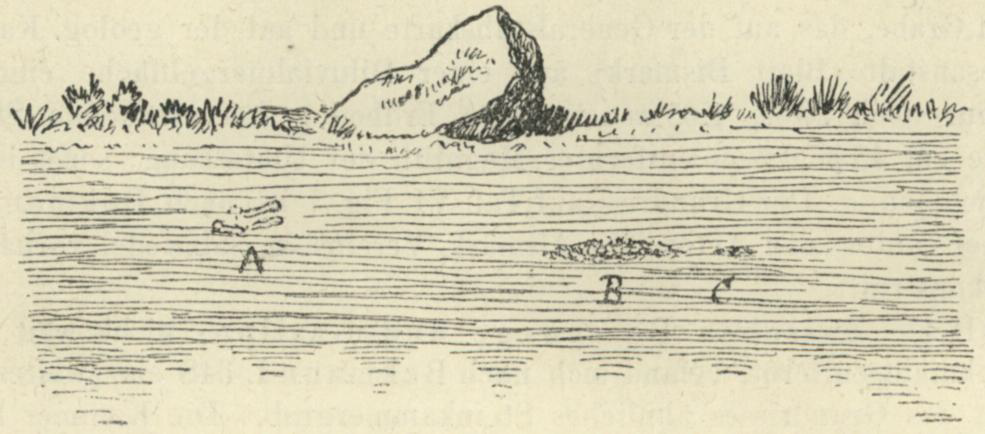
Skizze der Befunde aus Krauses und Schoetensacks Grabung an Grab KS 13. A: Tierknochen und Scherbe, B: kleine Steine, C: vergangene Knochen und Bronzeblech

Das Grab besaß ein nord-südlich orientiertes Hünenbett mit einer Länge von 37,7 m und einer Breite von 12,6 m. Bereits bei Danneils Untersuchung war etwa die Hälfte der Anlage den Hang herabgestürzt. Die im Südteil befindliche Grabkammer wurde von Danneil nicht näher beschrieben, er erwähnte lediglich, dass die Decksteine bereits fehlten. Danneil barg bei seiner Untersuchung mehrere verzierte Keramikscherben der Tiefstichkeramik.
Krause und Schoetensack stellten eine deutliche Verschlechterung des Erhaltungszustandes fest. Es standen nur noch wenige Steine in situ. Bei ihrer Untersuchung stießen sie auf die Reste einer möglichen bronzezeitlichen Nachbestattung. Dicht nebeneinander stellten sie Tierknochen, eine unverzierte Keramikscherbe, eine Schicht aus kleinen Steine sowie fast völlig vergangene (menschliche?) Knochen und ein durchlochtes Bronzeblech fest.
Aus den Großsteingräbern bei Kläden stammen zudem vier Steinbeile. Die genauen Fundumstände sind allerdings unklar.

Scherben aus Grab KS 13 und Steinbeile
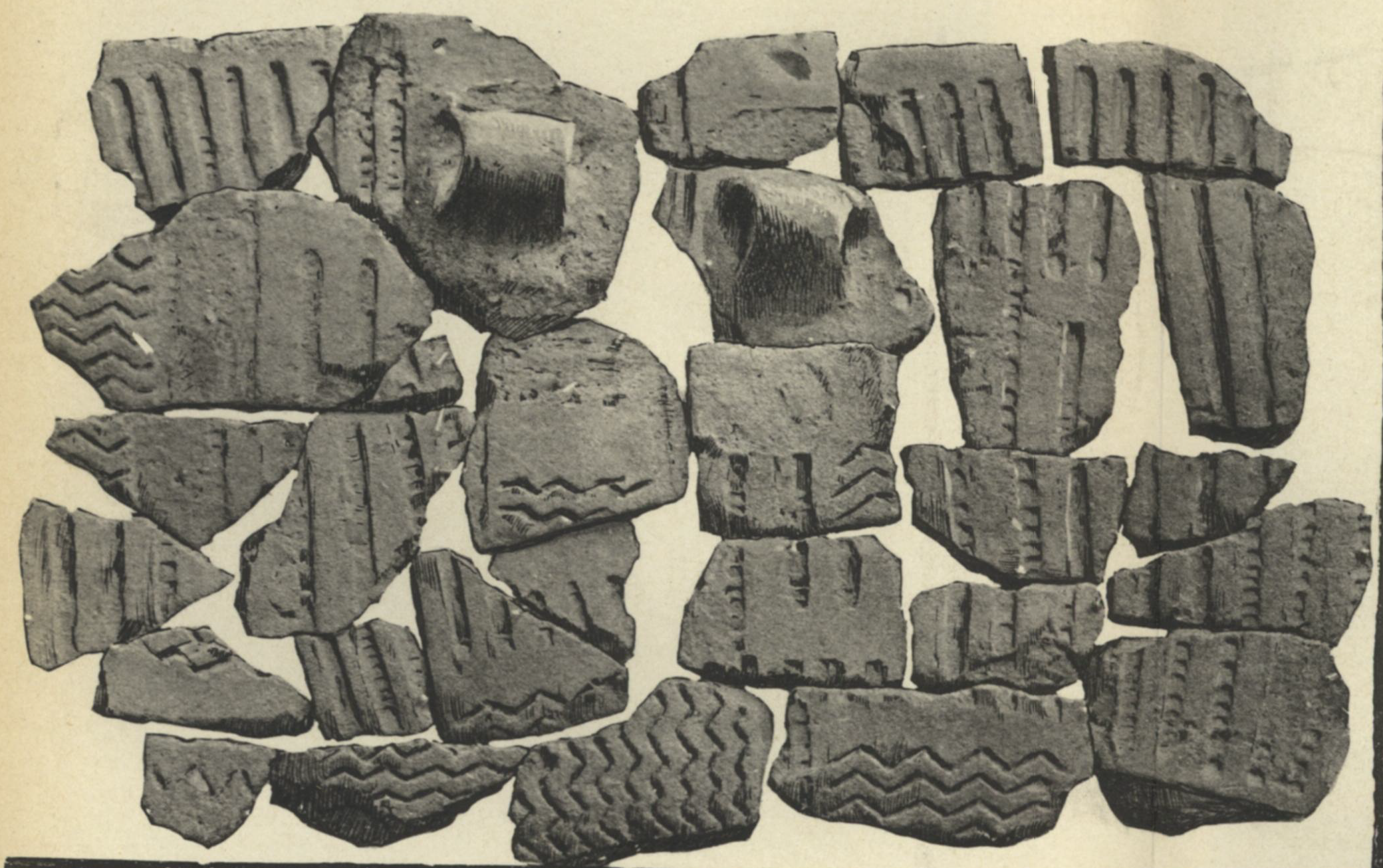
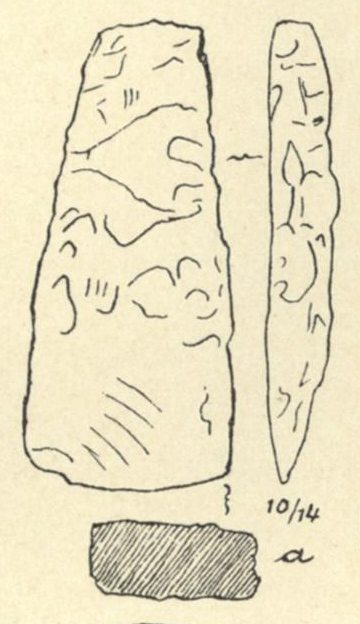
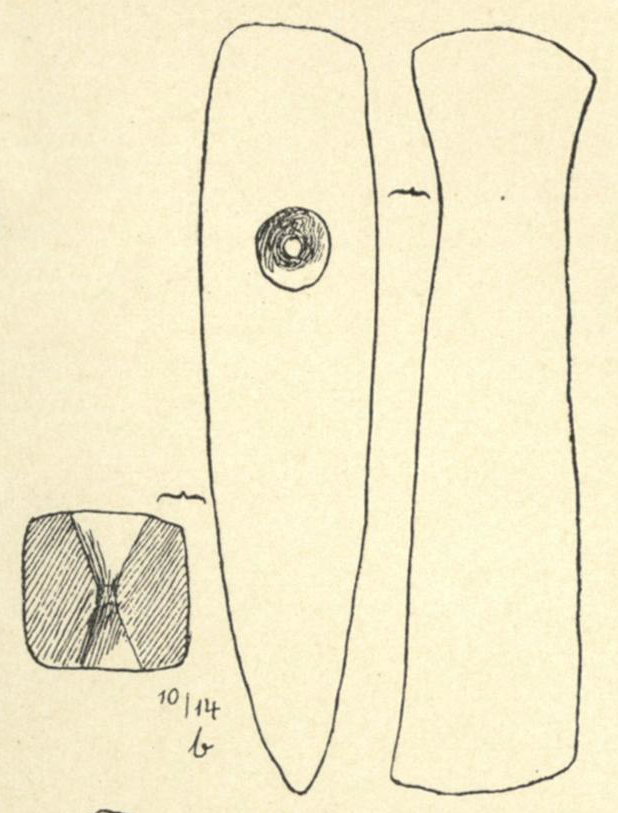
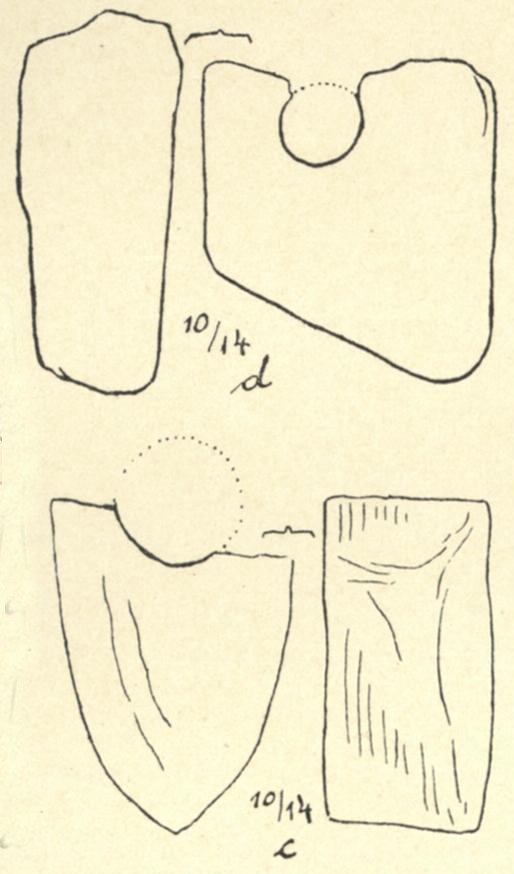

#### Grab KS 14
Grab KS 14 wurde nur von Bekmann erwähnt aber nicht näher beschrieben. Seinen Angaben lässt sich nur entnehmen, dass es ein nord-südlich orientiertes Hünenbett bessen hatte, in dessen Südteil sich die Grabkammer befand.

## Das Großsteingrab Kläden in regionalen Sagen
Das Großsteingrab Kläden hat Einzug in die altmärkische Sagenwelt gefunden. So berichtet eine Sage von zwei Riesen, die in Kläden und Steinfeld (Altmark) wohnten. Sie verstanden sich gut und nutzten einen gemeinsamen Backofen in Kläden (vielleicht war damit eines der hiesigen Großsteingräber gemeint). Der Riese aus Kläden war für das Heizen des Ofens verantwortlich. Sobald der Ofen heiß genug war, schlug er gegen seinen Backtrog und der Riese aus Steinfeld machte sich mit seinem Teig auf den Weg. Eines Tages aber setzte sich eine Fliege auf den Backtrog des klädener Riesen und wurde von ihm erschlagen. Der Schlag war bis nach Steinfeld zu hören. Der dortige Riese hatte seinen Teig noch nicht fertig und dachte, er müsse sich nun besonders beeilen. Als er schließlich in Kläden ankam, hatte sein Freund den Ofen noch nicht geheizt. Der Riese aus Steinfeld dachte, er wäre hereingelegt worden und begann, den Riesen aus Kläden zu beschimpfen. Dieser wollte sich dafür rächen und nach einer Verfolgungsjagd zurück nach Steinfeld begannen die beiden, sich mit Steinen zu bewerfen. Von diesem Ereignis soll das Großsteingrab Steinfeld stammen.